# Cherem
Cherem (hebr. חֵרֶם – ‘klątwa’, dziś: ‘bojkot’, ‘ostracyzm’) – kara anatemy nakładana przez sąd rabinacki na osobę, która rażąco naruszyła przykazanie (micwa) lub odmówiła podporządkowania się orzeczeniom prawnym miejscowego rabinatu; najsurowsze klątwy rzucano na denuncjatorów w czasach prześladowań. Do przestępstw przeciw prawu religijnemu, za które grozi kara cheremu, należą: kontynuowanie pracy przed wyprawieniem pochówku zmarłemu, próba obejścia orzeczenia sądu rabinackiego przez odwołanie się do władz państwowych, znieważenie rabina, posiadanie groźnego psa i niezachowywanie stosownych środków bezpieczeństwa, odnoszenie się do kogoś jak do niewolnika, masturbacja, praca w wigilię święta Paschy, nieuzasadnione nałożenie klątwy.
Pierwsza wzmianka o cheremie rozumianym jako wykluczenie ze społeczności pochodzi z Księgi Ezdrasza 10, 8: „Jeśli zaś chodzi o każdego, który – wbrew poleceniu przywódców i starszyzny – w ciągu trzech dni nie przybędzie, to cały dobytek jego będzie podlegał klątwie, a on wykluczony będzie ze społeczności powracających z wygnania”.
W epoce Talmudu istniały cztery rodzaje cheremu: 
1. Nezifa (napomnienie) – najłagodniejsza forma. W Ziemi Izraela kara ta trwała siedem dni; w diasporze stosowano ją wobec osoby, która znieważyły egzylarchę w Babilonii lub ucznia, który znieważył swojego mistrza. Napomniany musiał przebywać samotnie w domu i z nikim się nie kontaktować.
2. Szamta – znaczenie tego aramejskiego słowa nie jest jasne, jednakże najprawdopodobniej ma ono związek z ruiną, zburzeniem. Istnieją kontrowersje co do sposobu, w jaki realizowano tę karę; niektórzy utożsamiają ją z klątwą niduj (patrz niżej).
3. Niduj – czas trwania tej kary wynosił zazwyczaj trzydzieści dni w Ziemi Izraela lub siedem dni w diasporze, lecz można ją było przedłużyć bezterminowo, jeżeli ukarany nie poprawił postępowania. Osoba ukarana przez niduj musiała ubierać się jak w żałobie i mogła wchodzić do synagogi wyłącznie bocznym wejściem, aby wysłuchać czytania Tory.
4. Cherem (właściwy) – najsurowsza postać anatemy; jedynie ta spośród czterech tu wymienionych nie wyszła z użycia po epoce Talmudu. Człowiek nią objęty ma zakaz słuchania i nauczania Tory, ponadto musi spełniać wszystkie przepisy żałobne, w tym powstrzymać się od noszenia butów ze skóry i mycia całego ciała, nie musi jednak rozdzierać szat. Wobec osoby wyklętej obowiązują pewne zakazy, m.in. nie wolno siadać w pobliżu kogoś takiego w odległości czterech łokci, wszyscy z wyjątkiem najbliższej rodziny muszą powstrzymać się od kontaktu z nim, wspólnego spożywania posiłków, nie wlicza się go do minjanu podczas wspólnych modłów i błogosławieństw. Jeśli człowiek umrze, znajdując się w tym stanie, kładzie się kamień na jego trumnie, na znak, że zasłużył na ukamienowanie. Jego bliskim nie wolno obchodzić po nim żałoby. Wymienione ograniczenia stanowią minimum wymagane przy tym rodzaju kary; formuła cheremu bywa surowsza w zależności od osoby winowajcy i ciężaru winy. W szczególnie drastycznych przypadkach sąd rabinacki może postanowić o nieobrzezaniu jego synów lub wyrzuceniu ich ze szkoły religijnej, a nawet zabronić mu wchodzenia w związek małżeński lub usunąć mezuzę z odrzwi jego domu.

Obrzęd rzucenia klątwy nosi nazwę Seder ha-cherem (hebr. porządek klątwy). Dokonuje się go publicznie w synagodze, przy świetle czarnych świec, dźwiękach szofaru i otwartej świętej arce (aron ha-kodesz). Odczytuje się klątwy z dwóch ustępów Tory (Kpł 26, 14–45 oraz Pwt 28, 15–68 ), a po ich zakończeniu gasi się świece na znak, że nad wyklętym bezpowrotnie zgasło światło Niebios. Sąd rabinacki, w składzie trzech sędziów, nakłada klątwę na skazanego, życząc mu m.in., aby zapadł na chorobę, stracił majątek, był przeklinany przez wszystkich, nie otrzymał żydowskiego pochówku, oraz by jego żona wyszła za innego. Czas trwania cheremu nie jest określony, toteż klątwa pozostaje w mocy aż do odwołania.
Znanym przykładem zastosowania klątwy jest tzw. cherem rabbiego Gerszoma, wydany przez uważanego za „ojca” judaizmu aszkenazyjskiego, rabbiego Gerszoma ben Jehudę (960?–1028?), zwanego „Światłem Diaspory” (hebr. meor ha-gola), który ok. 1000 roku posłużył się tym środkiem, aby wyegzekwować 25 zasadniczych postanowień zwołanego przez siebie zjazdu rabinów: m.in. zakaz czytania cudzej korespondencji, zakaz rozwodu bez zgody małżonki czy zakaz wielożeństwa. Pod karą cheremu zakazał też kopistom wprowadzanie jakichkolwiek zmian w ustalonym tekście Biblii masoreckiej.
Dwa słynne przypadki obłożenia klątwą miały miejsce w Amsterdamie w XVII wieku. Dotyczyły one Ariela da Costy oraz Barucha Spinozy. Oto fragment anatemy nałożonej na tego ostatniego (cyt. za: Paul Johnson, Historia Żydów, Kraków 1993, s. 309):
Przewodniczący radzie czynią wam wiadomym, że mając od dawna uświadomienie o złych poglądach i czynach Barucha de Spinozy, przez różne sposoby i upomnienia usiłowali oni zawrócić go ze złych dróg. Nie będąc w stanie zaradzić temu w jakikolwiek sposób, a w dodatku otrzymując każdego dnia nowe wieści o ohydnych herezjach, które czynił i których nauczał, oraz o potwornych uczynkach, jakich się dopuszczał; a mając te wieści od wielu godnych zaufania świadków, którzy złożyli swe zeznania i poświadczyli je w obecności rzeczonego Spinozy, który został o nich powiadomiony; sprawdziwszy to wszystko w obecności rabinów, rada postanowiła za ich sugestią, iż rzeczony Spinoza powinien zostać wyklęty i odłączony od Narodu Izraela.
(…)
Przez sąd aniołów i osąd świętych, wyklinamy, przeklinamy i odrzucamy Barucha de Spinozę (…) wypowiadając przeciwko niemu tę anatemę, którą Jozue przeklął Jerycho, przekleństwo, którym Elizeusz przeklął dzieci, oraz wszystkie przekleństwa zapisane w księdze Prawa. Niech będzie przeklęty w dzień i niech będzie przeklęty w nocy; przeklęty, gdy się kładzie i gdy wstaje, gdy wchodzi i wychodzi z domu. Niech Pan nie przebaczy mu nigdy i niech go nie uzna! Niech gniew i oburzenie Pana płonie odtąd przeciwko temu człowiekowi, niech obciąży go Pan wszystkimi przekleństwami zapisanymi w księdze Prawa i niech wymaże jego imię pod niebiosami (…). Niniejszym zatem wszyscy zostali przestrzeżeni, aby nikt nie zamieniał z nim słowa w rozmowie czy w piśmie, aby nikt nie wyświadczył mu żadnej przysługi, nie pozostawał z nim pod jednym dachem, nie zbliżał się doń na odległość czterech łokci i nie czytał żadnego dokumentu podyktowanego przez niego, czy napisanego jego ręką.
Cheremem posługiwano się w ramach sporów religijnych, czego przykładem jest m.in. klątwa rzucona przez rabbiego Elijahu ben Szlomo Zalmana, Gaona z Wilna (1720-1797), na wyznawców chasydyzmu. We Włoszech stosowano cherem, aby wymusić płacenie podatków.
Wraz z osłabieniem pozycji gmin żydowskich, zwłaszcza w wyniku emancypacji Żydów, sądy rabinackie częściej uciekały się do tego środka, próbując w ten sposób utrzymać swój autorytet w społeczności żydowskiej, odniosło to wszakże skutek przeciwny do zamierzonego. W kręgu społeczności ortodoksyjnej w Izraelu często stosuje się cherem, dając w ten sposób wyraz swojemu oburzeniu.

## Cherem w Biblii
Hebrajskie słowo cherem jest rzeczownikiem pochodzącym od rdzenia hrm, które znaczy „ekskomunikować”, „poświęcać”. Od tego rdzenia wywodzi się też czasownik charam. Forma rzeczownikowa pojawia się w Starym Testamencie 29 razy, a czasownikowa – 51 razy. Cherem odnosi się do wszystkiego, co zostało zarezerwowane dla Boga i w związku z tym albo oddzielone do użytku kultowego albo przeznaczone do zniszczenia. W większości polskich przekładów oba terminy tłumaczy się na „klątwa”, „obłożyć klątwą”. 
Uczynienie rzeczy cherem oznaczało oddanie jej w posiadanie Bogu. Wszystko obłożone cherem należało wyłącznie do Boga i nic ani nikt nie mógł tego zmienić – sprzedać czy wykupić (Kapłańska 27:28). Stawały się własnością kapłana (Kapłańska 27:21; Liczb 18:14; Ezechiela 44:29).
W niektórych wypadkach uznanie czegoś za cherem ściśle wiązało się z wojnami prowadzonymi z pogańskimi narodami. Wojny te prowadzono z rozkazu Boga i to do niego należały wszelkie zdobycze wojenne. Przedmiotem cherem stawały się więc miasta, ludzie, zwierzęta, przedmioty. Miało to nieodwołalny, wiążący charakter. Mieszkaniec pogańskiego miasta musiał umrzeć (Kapłańska 27:29). Rzeczy bałwochwalców miały być traktowane z obrzydzeniem i ze wstrętem i miały być uroczyście spalone (Powtórzonego Prawa 7:26). Metale, których nie można spalić, takie jak złoto, srebro, miedź, żelazo, cynę, ołów, należało rytualnie oczyścić ogniem lub wodą i oddać do skarbca świątyni Jahwe (Liczb 31:21-24; Jozuego 6:24). Każdy kto przestępował to prawo musiał ponieść konsekwencje – utratę akceptacji Boga, czego dowód stanowi odrzucenie króla Saula (1 Samuela 15), czy śmierć, jak to miało miejsce z Achanem podczas zdobycia Jerycha (Jozuego 7:19-26). Surowe traktowanie każdego, kto nie przestrzegał prawa cheremu wynikało stąd, iż winowajca naruszał w ten sposób świętość Boga oraz kalał całą wspólnotę.
Prawem cheremu głównie objęto miasta Kanaanu (Powtórzonego Prawa 20:16-18), pomijało natomiast inne miasta (Jozuego 9:9). Wg C. Brekelmansa prawo cheremu stosowano sporadycznie i tylko wtedy, kiedy chciano zapewnić sobie przychylność Jahwe.